# Courvaudon
Courvaudon és un municipi francès situat al departament de Calvados i a la regió de Normandia. L'any 2007 tenia 211 habitants.

## Demografia

### Població
El 2007 la població de fet de Courvaudon era de 211 persones. Hi havia 84 famílies de les quals 24 eren unipersonals (12 homes vivint sols i 12 dones vivint soles), 28 parelles sense fills i 32 parelles amb fills.
La població ha evolucionat segons el següent gràfic:
Habitants censats

### Habitatges
El 2007 hi havia 96 habitatges, 85 eren l'habitatge principal de la família, 4 eren segones residències i 7 estaven desocupats. Tots els 95 habitatges eren cases. Dels 85 habitatges principals, 70 estaven ocupats pels seus propietaris, 13 estaven llogats i ocupats pels llogaters i 2 estaven cedits a títol gratuït; 4 tenien dues cambres, 11 en tenien tres, 16 en tenien quatre i 54 en tenien cinc o més. 63 habitatges disposaven pel capbaix d'una plaça de pàrquing. A 34 habitatges hi havia un automòbil i a 46 n'hi havia dos o més.

### Piràmide de població
La piràmide de població per edats i sexe el 2009 era:
| Homes | Edats   | Dones |
| ----- | ------- | ----- |
| 0     | 95 o +  | 0     |
| 0     | 90 a 94 | 4     |
| 0     | 85 a 89 | 0     |
| 0     | 80 a 84 | 4     |
| 0     | 75 a 79 | 0     |
| 0     | 70 a 74 | 4     |
| 0     | 65 a 69 | 12    |
| 8     | 60 a 64 | 4     |
| 0     | 55 a 59 | 0     |
| 12    | 50 a 54 | 12    |
| 12    | 45 a 49 | 8     |
| 4     | 40 a 44 | 12    |
| 8     | 35 a 39 | 4     |
| 16    | 30 a 34 | 4     |
| 4     | 25 a 29 | 8     |
| 0     | 20 a 24 | 4     |
| 0     | 15 a 19 | 12    |
| 8     | 10 a 14 | 4     |
| 12    | 5 a 9   | 12    |
| 12    | 0 a 4   | 0     |

## Economia
El 2007 la població en edat de treballar era de 141 persones, 112 eren actives i 29 eren inactives. De les 112 persones actives 102 estaven ocupades (59 homes i 43 dones) i 10 estaven aturades (4 homes i 6 dones). De les 29 persones inactives 9 estaven jubilades, 9 estaven estudiant i 11 estaven classificades com a «altres inactius».

### Ingressos
El 2009 a Courvaudon hi havia 88 unitats fiscals que integraven 207 persones, la mediana anual d'ingressos fiscals per persona era de 17.123 €.

### Activitats econòmiques
Els 2 establiments que hi havia el 2007 eren d'empreses de construcció.
Els 2 serveis als particulars que hi havia el 2009 eren fusteries.
L'any 2000 a Courvaudon hi havia 14 explotacions agrícoles que ocupaven un total de 1.067 hectàrees.

## Poblacions més properes
El següent diagrama mostra les poblacions més properes.